# 자크 오스

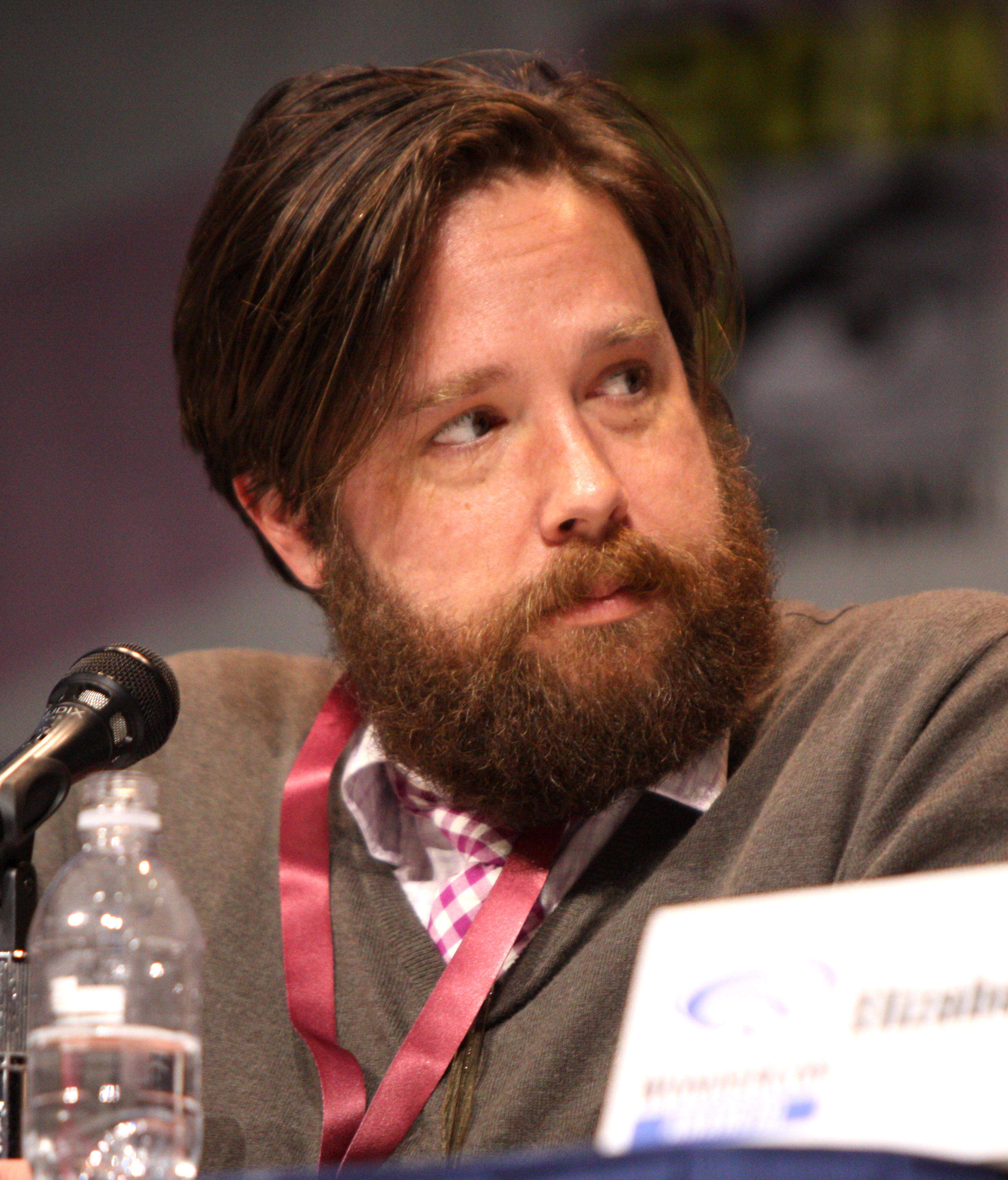

잭 오스(Zak Orth, 영어 발음: /zæk/, 1970년 10월 15일 ~ )는 미국의 배우이다.

## 출연 작품
- 폴링 워터 (2016년)
- 매터스 오브 더 하트 (2015년)
- 웻 핫 아메리칸 썸머: 퍼스트 데이 오브 캠프 (2015년)
- 뱀프스 (2012년) - 랜필드 역
- 모노거미 (2010년)
- 디 아더 가이스 (2010년)
- 앨리스 (2010년)
- 환상의 그대 (2010년)
- 피터 앤 반디 (2009년)
- 라이프 인 플라이트 (2008년)
- 내 남자의 아내도 좋아 (2008년)
- 그 여자 작사 그 남자 작곡 (2007)
- 더 텐 (2007년)
- 킬 더 푸어 (2006년)
- 백스터 (2005, The Baxter)
- 프라임 러브 (2005년)
- 헤어 하이 (2004년)
- 멜린다 앤 멜린다 (2004) - 피터 역
- 웻 핫 아메리칸 썸머 (2001)
- 아메리칸 촌놈 (2000, Loser) - 애덤 역
- 다운 투 유 (2000년) - 자브론스키 역
- 마이 티처스 와이프 (1999년) - 폴 페이버 역
- 삼나무에 내리는 눈 (1999년)
- 햄버거 힐 2 (1998년) - 워렌 샌더슨 역
- 인 앤 아웃 (1997)
- 로미오와 줄리엣 (1996) - 그레고리 역
- 스팽킹 더 멍키 (1994년)

### 텔레비전
- 레볼루션 (2012-14) - 에런 피트먼 역
- 웻 핫 아메리칸 썸머: 퍼스트 데이 오브 캠프 (2015)
- Falling Water (2016-18)